# おはようほっとスタジオ
おはよう・ほっ!とスタジオは青森放送テレビで土曜日の朝に放送されていた情報番組である。

## 概要
前身番組『あなたのサタデー』の後を受けて1985年4月6日からスタート。司会は開始当初は橋本康成（当時はアナウンサー）と、元・ミスりんごの花の佐藤由美子だったが、橋本が途中で降板し、その後は青山良平が担当した。番組の目玉は青山・佐藤コンビで県内各地を回り、色々なことにお手伝いしたり挑戦するといった内容であった。その他にも、音楽PVやプレゼントのコーナーもあった。スーパーファミコンプレゼント企画の際に、あまりの応募の多さに青森放送の郵便受けがパンクしたことがある。途中からは、原口太平アナウンサーが加入した。なお、1988年頃、7:40から『青函博覧会』関連のミニ番組や『3才のひみつ』(20分番組)を放送する為、放送時間が30分だった期間があった。
1996年4月に『ズームイン!!サタデー』がスタートしたため、日曜日の夕方17:00～17:30に移動、そのためタイトルからも「おはよう」が消えて、『ほっとstudio～がんばれちょbit～』（ほっとすたじおがんばれちょびっと）とリニューアルした。その後、土曜日夕方17:30～18:00に移動した。
1998年には佐藤由美子が出産のため降板。その後は青山良平と小林あずさでつないだが、1999年に番組終了となった。